# Turkar
Turkar (turkiska: Türkler) är officiellt en etnisk grupp av den oghuziska gruppen av turkfolken, i majoritet talande turkiska. Turkar är en mångtydig benämning på ett eller flera turkfolk eller de som på annat sätt kan knytas till nationen Turkiet. Namnet kan också användas för att i ett vidare begrepp beskriva de 165 miljoner människor som tillhör något av turkfolken. Historiskt syftade det även på alla muslimska invånare i Osmanska riket.
Personer som själva identifierar sig som etniska turkar utgör 70–75% av Turkiets befolkning.

## Geografisk fördelning
Utanför Turkiet finns cirka 2,8 miljoner turkar i Tyskland, 747 000 i Bulgarien (folkräkning år 2001), 378 400 i Nederländerna (år 2009), 260 000 på Nordcypern (2006), 183 445 i Österrike (år 2006), 240 000 i USA (2007), 250 000 i Uzbekistan (2006), 105 000 i Ryssland (2008), 112 000 i Schweiz (år 2007), 80 000 i Nordmakedonien, 70 000 (2007) i Rumänien, mellan 89 000 och 100 000 i Australien (2007), 85 000 i Grekland (2008), 20 000 i Kosovo (år 2005), 86 000 i Azerbajdzjan (2008), 40 000 i Kanada (2007), 22 000 i Mexiko (2005), 55 000 i Sverige (2008) och 15 000 i Norge (2008).

## Religion
Till religionen är majoriteten (89,5 procent, 2019) muslimer, främst sunniter, men även aleviter, shiiter och tengriister.